# البيلاروسية الوسطى رادا
المجلس المركزي البيلاروسي أو البيلاروسية المركزية رادا ( (بالبيلاروسية: Беларуская цэнтральная рада, Biełaruskaja centralnaja rada). (بالألمانية: Weißruthenischer Zentralrat)‏ كانت هيئة تمثيلية بيلاروسية ذات وظائف حكومية محدودة خلال الحرب العالمية الثانية في ألمانيا الاشتراكية السوفيتية البيلاروسية. تم تأسيسها من قبل ألمانيا النازية في عهد مفوضية الرايخ أوستلاند في 1943-1944 ،  بناءً على طلبات من السياسيين البيلاروسيين المتعاونين على أمل إنشاء دولة بيلاروسية مستقلة بدعم من ألمانيا النازية.

## خلفية

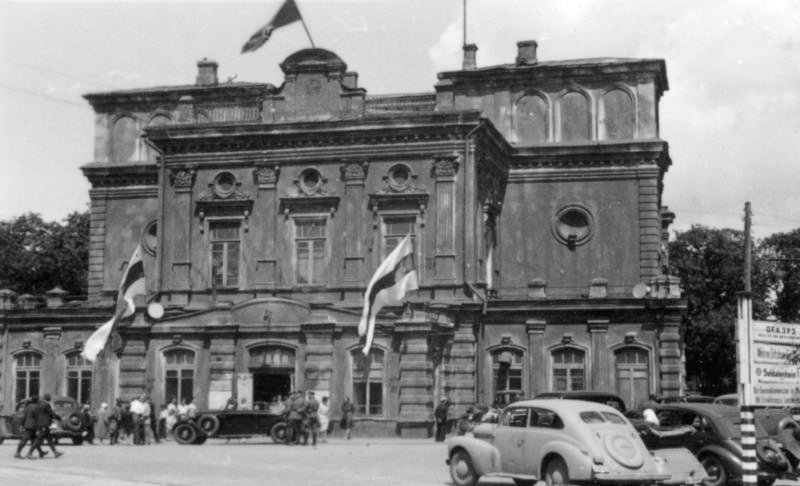
البيلاروسية الوسطى رادا، مينسك، يونيو 1943.

علم المجلس المركزي البيلاروسي

مباشرة بعد هجوم عام 1941 على المواقع السوفيتية في عملية بارباروسا،  بدأ الاضطهاد الجماعي لليهود من قبل وحدات قوات الأمن الخاصة التابعة لـ أينزاتسغروبن بي تحت قيادة إس إس- جروبنفهر Arthur Nebe. تم ذبح اليهود وتم تشكيل الأحياء اليهودية في العشرات من المدن بمشاركة متعاونين من بيلاروسيا الذين منحوا العديد من الأدوار البارزة. تأسست الشرطة البيلاروسية المساعدة ونشرت في عمليات القتل وخاصة في فبراير ومارس 1942.

## الرؤساء
- Radasłaŭ Astroŭski (1943 - 1945 و 1948 - 1976)
- Nikandar Miadziejka (1977 - 1987)
- ميخاس زوج (1988 - 1995)
- Vital Ciarpicki (1995)